# Roma (Palazzeschi)
Roma è un romanzo di Aldo Palazzeschi. Scritto negli anni 1949-1952 e pubblicato in prima edizione nel 1953 dall'editore fiorentino Vallecchi, il libro è stato ripubblicato più volte:
- nel 1964 da Mondadori
- nel 1986 da Garzanti
- nel 2005 presso Mondadori all'interno del Meridiano Tutti i romanzi : volume 2

## Opera
L'opera è stata collocata dalla critica nella cosiddetta fase del ritorno all'ordine.
Protagonisti del romanzo sono la città di Roma e il Principe di Santo Stefano, cameriere segreto del papa, in aperto contrasto con la società moderna del dopoguerra.

## Giudizi della critica

### Eugenio Montale
Eugenio Montale scrisse positivamente dell'opera e affermò che: «Roma […] fu giudicato un romanzo troncato a metà mentre era soltanto il ritratto di un patrizio che rifiuta tutto quel ch'è accaduto a Roma dopo il 1870». Per l'autore di Ossi di seppia si trattava di «un ritratto veramente straordinario ma poco o punto compreso dalla critica, disorientata di fronte a un romanzo che non era un romanzo e neppure un antiromanzo».